# Minamiyamashiro
Minamiyamashiro (南山城村 Minamiyamashiro-mura?) es una villa localizada en la prefectura de Kioto, Japón. En junio de 2019 tenía una población de 2.446 habitantes y una densidad de población de 38,2 personas por km². Su área total es de 64,11 km².

## Geografía

### Localidades circundantes
- Prefectura de Kioto
  - Kasagi
  - Wazuka
- Prefectura de Mie
  - Iga
- Prefectura de Nara
  - Nara
- Prefectura de Shiga
  - Kōka

## Demografía
Según datos del censo japonés, la población de Minamiyamashiro ha disminuido en los últimos años.
| Año del censo | Población |
| ------------- | --------- |
| 1995          | 4.024     |
| 2000          | 3.784     |
| 2005          | 3.466     |
| 2010          | 3.078     |
| 2015          | 2.652     |